# Łupia (potok)
Łupia – potok górski, lewy dopływ Karpnickiego Potoku o długości 5,13 km.
Potok płynie w Sudetach Zachodnich, w Rudawach Janowickich, na Wzgórzach Karpnickich w woj. dolnośląskim. Łupię tworzą dwa odrębne małe strumienie, ze źródłami na obszarze Rudawskiego Parku Krajobrazowego, położonymi na wysokości 475 m n.p.m. w niewielkiej odległości od siebie na północno-wschodnim zboczu Parkowej na Wzgórzach Karpnickich. Strumienie w górnym biegu płyną w kierunku północnym przez Rudawski Park Krajobrazowy niewielką doliną, wcinającą się w północno-wschodnie zbocze Parkowej. Na wysokości 460 m n.p.m. strumienie łączą się w potok. Potok spływając stromym, niezalesionym zboczem Parkowej, a u jej podnóża wydostaje się na rozległe słabo zalesione obniżenie z ulokowanymi tam Karpnickimi Stawami i wśród łąk wpływa do miejscowości Krogulec. Potok płynąc doliną przyjmuje wiele drobnych bezimiennych cieków. W dolnej części potok, przekraczając granice Krogulca, kieruje się na północny zachód i wśród łąk i Karpnickich Stawów płynie w kierunku ujścia do Karpnickiego Potoku, do którego wpada na poziomie ok. 360 m n.p.m. u wschodniego podnóża wzniesienia Bucznik.
Zasadniczy kierunek biegu potoku jest północny. Łupia odwadnia środkową część Wzgórz Karpnickich. Koryto potoku jest kamienisto-żwirowe. W większości swojego biegu potok jest nieuregulowany, o wartkim prądzie wody.